# Randers Football Club 2015-2016
Questa voce raccoglie le informazioni riguardanti il Randers Football Club nelle competizioni ufficiali della stagione 2015-2016.

## Rosa
| N. |                      | Ruolo | Calciatore          |
| -- | -------------------- | ----- | ------------------- |
| 1  | Danimarca (bandiera) | P     | Karl-Johan Johnsson |
| 3  | Danimarca (bandiera) | C     | Christian Keller    |
| 4  | Danimarca (bandiera) | D     | Johnny Thomsen      |
| 5  | Danimarca (bandiera) | D     | Mads Agesen         |
| 6  | Danimarca (bandiera) | C     | Jeppe Tverskov      |
| 8  | Australia (bandiera) | C     | Mustafa Amini       |
| 9  | Danimarca (bandiera) | C     | Jonas Borring       |
| 10 | Svezia (bandiera)    | A     | Mikael Ishak        |
| 11 | Danimarca (bandiera) | D     | Erik Marxen         |
| 13 | Danimarca (bandiera) | D     | Mads Fenger         |
| 14 | Danimarca (bandiera) | A     | Kasper Junker       |
| 16 | Danimarca (bandiera) | C     | Kasper Fisker       |
| 17 | Sudafrica (bandiera) | A     | Mandla Masango      |
| 18 | Danimarca (bandiera) | C     | Edgar Babayan       |

| N. |                      | Ruolo | Calciatore                |
| -- | -------------------- | ----- | ------------------------- |
| 19 | Danimarca (bandiera) | C     | Mikkel Kallesøe           |
| 20 | Svezia (bandiera)    | C     | Joel Allansson            |
| 21 | Danimarca (bandiera) | D     | Alexander Fischer         |
| 22 | Australia (bandiera) | P     | Jack Duncan               |
| 23 | Svezia (bandiera)    | A     | Viktor Lundberg           |
| 24 | Danimarca (bandiera) | D     | Jonas Bager               |
| 30 | Polonia (bandiera)   | A     | Piotr Parzyszek           |
| 38 | Danimarca (bandiera) | C     | Nicolai Poulsen           |
| 51 | Danimarca (bandiera) | C     | Frederik Lauenborg        |
| 58 | Danimarca (bandiera) | A     | Mikkel Mejlstrup Pedersen |
| 64 | Danimarca (bandiera) | P     | Søren Bebensee            |
| 70 | Danimarca (bandiera) | A     | Marcus Mølvadgaard        |
|    | Fær Øer (bandiera)   | C     | Brandur Hendriksson       |